# 기안국
기안국(其安國, ? ~ 기원전 147년) 또는 변안국(卞安國)은 전한 전기의 제후로, 개국공신 기석의 아들이다.

## 생애
고제 10년(기원전 197년), 기석의 뒤를 이어 양하후(陽河侯)에 봉해졌다.
양하후 안국 51년(기원전 147년)에 죽었고, 아들 기오가 작위를 이었다.

## 출전
- 사마천, 《사기》 권18 고조공신후자연표
- 반고, 《한서》 권16 고혜고후문공신표